# Mathieu Routhier
Mathieu Routhier (1990) è un ex sciatore alpino canadese.
È fratello di Ève, a sua volta sciatrice alpina di alto livello.

## Biografia
Originario di Sherbrooke e attivo in gare FIS dal dicembre del 2005, in Nor-Am Cup Routhier esordì il 2 gennaio 2007 a Sunday River in slalom gigante, senza completare la gara, conquistò l'unico podio il 13 febbraio 2009 a Mammoth Mountain in supercombinata (3º) e prese per l'ultima volta il via il 14 marzo seguente a Lake Placid in slalom speciale, senza completare la gara. Al termine di quella stessa stagione 2008-2009 abbandonò le competizioni di massimo livello, pur continuando a prendere parte a gare minori fino al definitivo ritiro avvenuto in occasione di uno slalom speciale FIS disputato il 7 febbraio 2010 a Saint-Sauveur e vinto da Routhier. In carriera non debuttò in Coppa del Mondo né prese parte a rassegne olimpiche o iridate.

## Palmarès

### Nor-Am Cup
- Miglior piazzamento in classifica generale: 55º nel 2009
- 1 podio:
  - 1 terzo posto